# Le Géographe manuel
Pour plus de détails, voir Fiche technique et Distribution.
Le Géographe manuel est un film français réalisé par Michel Sumpf et sorti en 1996.

## Fiche technique
- Titre : Le Géographe manuel
- Réalisation : Michel Sumpf
- Production : Sylphe Productions
- Pays :  France
- Durée : 71 minutes
- Date de sortie : France - 10 juillet 1996

## Distribution
- Georges Claisse
- Laura Morante